# Liakat-Medaille

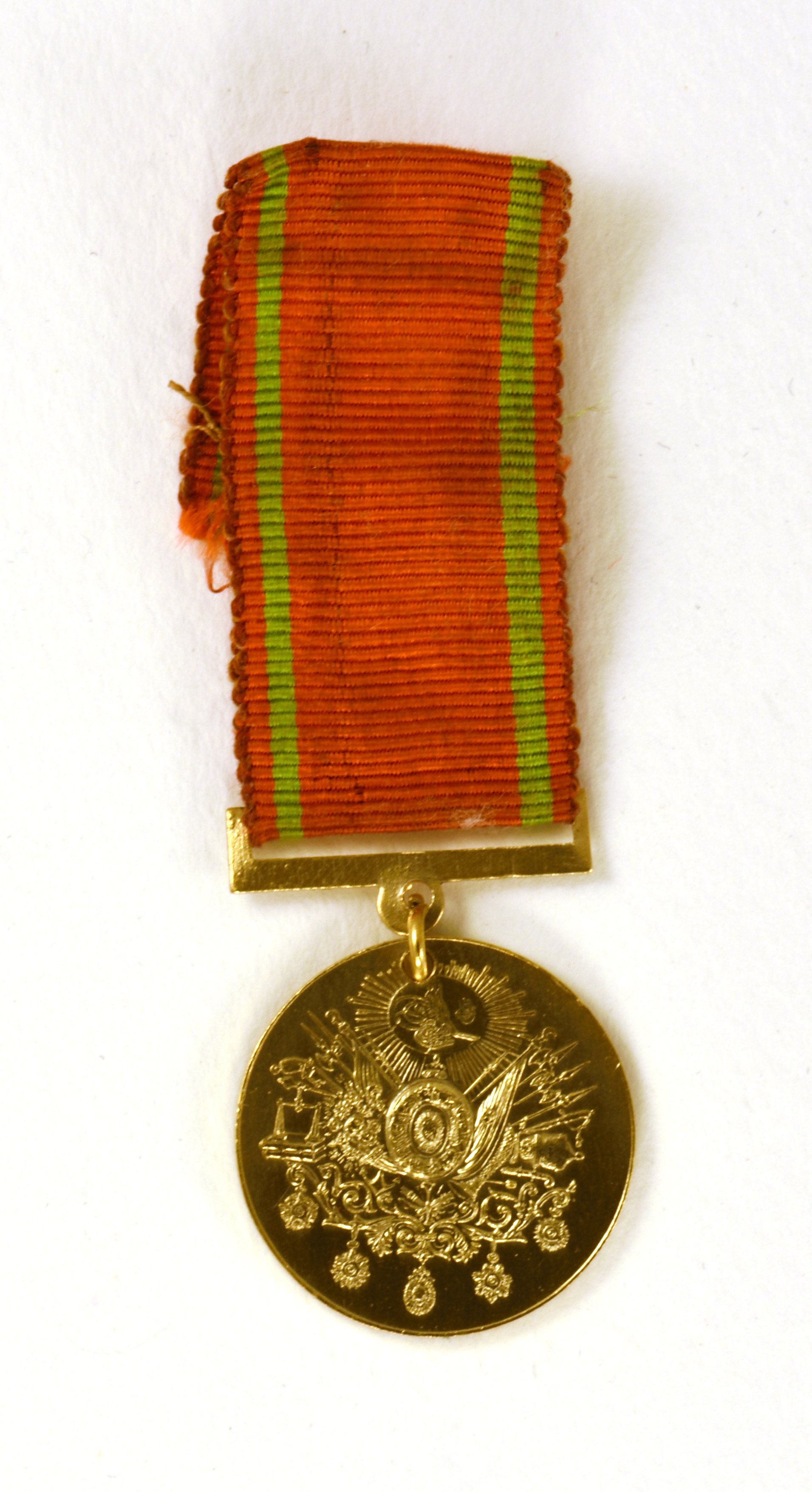
Liakat-Medaille

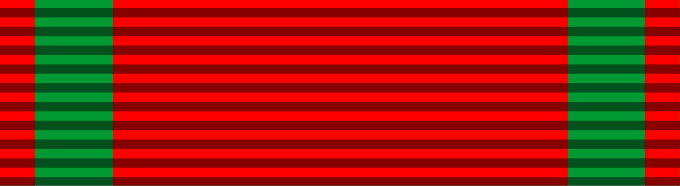
Ordensband der Liakat-Medaille

Die Liakat-Medaille (tr: Liyakat Madalyası, „Verdienstmedaille“) war ein osmanisches Ehrenzeichen, das im Jahre 1890 gestiftet wurde. Sie war zur Auszeichnung an Zivil- und Militärpersonen vorgesehen. Im Jahre 1905 wurde die Medaille beispielsweise auch an Frauen verliehen, die sich im karitativen Bereich oder anderweitig verdient gemacht hatten. Die Liyakat Madalyası wurde zudem für hervorragende Studienleistungen an Theologiestudenten von Elite-Medresen in Istanbul (den sog. „60ern“ bzw. „60'lık“ wie z. B. Süleymaniye, Fatih, Bayezid) und deren Professoren verliehen. Auch Ausländer konnten ausgezeichnet werden. Verleihungen fanden bis zum Ende des Ersten Weltkriegs statt.

## Aussehen und Trageweise
Die Medaille, die in zwei Stufen (Gold und Silber) zur Verleihung kam, hat einen Durchmesser von 25 mm und wurde an einem tiefroten Band, mit schmalen grünem Seitenstreifen, auf der linken Brustseite getragen.
Während des Ersten Weltkriegs wurde die Auszeichnung für Militärverdienste auch mit einer Spange mit zwei gekreuzten Säbeln, mit der Prägung AH 1333 (1915), verliehen. 